# طريق عثمان بن عفان
طريق عثمان بن عفان،  هو أحد طرق مدينة الرياض ويتجه للإتجاهين: الشمال والجنوب، ويبدأ من السور الشمالي لـقاعدة الرياض الجوية (قاعدة الملك سلمان الجوية) حتى نهاية مدينة الرياض من الشمال. ويجري العمل حاليا لمد الطريق عبر قاعدة الرياض الجوية.

## التسمية
اسم هذا الطريق على اسم الصحابي الجليل عثمان بن عفان "ذو النورين"، صاحب رسول الله ﷺ وثالث الخلفاء الراشدين.

## المعالم
من أهم المعالم على طريق عثمان بن عفان:
- جامعة الإمام محمد بن سعود الإسلامية.

## التقاطعات
يتقاطع طريق عثمان بن عفان مع كل من الطرق التالية:
- طريق الملك عبد الله.[3]
- طريق الأمير مقرن بن عبد العزيز.
- طريق الإمام سعود بن عبد العزيز بن محمد.
- الطريق الدائري الشمالي.
- طريق التخصصي.
- طريق أنس بن مالك.
- طريق الملك سلمان بن عبد العزيز (طريق المطار الجديد).